# Ammophila ardens
Ammophila ardens là một loài côn trùng cánh màng trong họ Sphecidae, thuộc chi Ammophila. Loài này được F. Smith miêu tả khoa học đầu tiên năm 1868.